# Sinocybe cooki
Sinocybe cooki är en mångfotingart som beskrevs av Loomis 1942. Sinocybe cooki ingår i släktet Sinocybe och familjen Andrognathidae. Inga underarter finns listade i Catalogue of Life.